# Morettus
Morettus is een kevergeslacht uit de familie van de boktorren (Cerambycidae). De wetenschappelijke naam van het geslacht werd voor het eerst geldig gepubliceerd in 2007 door Adlbauer.

## Soorten
Morettus is monotypisch en omvat slechts de volgende soort:
- Morettus strangulatus Adlbauer, 2007